# ویتنفوردن
ویتنفوردن (به آلمانی: Wittenförden) یک شهر در آلمان است که در لودویگسلوست-پارشیم واقع شده‌است. ویتنفوردن ۲٬۷۵۱ نفر جمعیت دارد.